# Чарльз Дженкінс (молодший)
Чарльз Дженкінс (англ. Charles Jenkins; нар. 9 квітня 1964, Нью-Йорк, США) — американський легкоатлет, що спеціалізується на спринті, олімпійський чемпіон 1992 року, чемпіон світу.
Тренувався під керівництвом батька Чарльза, дворазового чемпіона Олімпіади-1956 в бігу на 400 метрів та естафеті 4×400 метрів.

## Кар'єра
| Рік             | Змагання                     | Місто              | Місце           | Дисципліна            | Примітки        |
| Представник США | Представник США              | Представник США    | Представник США | Представник США       | Представник США |
| --------------- | ---------------------------- | ------------------ | --------------- | --------------------- | --------------- |
| 1991            | Чемпіонат світу в приміщенні | Севілья, Іспанія   | 4               | біг на 400 метрів     | 47.18           |
| 1991            | Чемпіонат світу в приміщенні | Севілья, Іспанія   | 2               | естафета 4×100 метрів | 3:03.24         |
| 1992            | Олімпійські ігри             | Барселона, Іспанія | 1               | естафета 4×400 метрів | 2:59.14         |